# Lyttelton, Nya Zeeland
Lyttelton är en hamnstad på Banks Peninsula, 12 km bilväg från Christchurch på östkusten av Sydön, Nya Zeeland. Invånarantalet var vid folkräkningen år 2006 drygt 3000.